# 橙色粗帶蘚
橙色粗帶蘚（学名：Trachycladiella aurea）为蔓蘚科粗帶蘚屬下的一个种。

## 扩展阅读
- 維基物種上的相關：橙色粗帶蘚